# نمک زمین (فیلم ۲۰۱۴)
نمک زمین (فرانسوی: Le sel de la terre‎) یک فیلم مستند فرانسوی-برزیلی به کارگردانی ویم وندرس و ژولیانو ریبیرو سالگادو است که در سال ۲۰۱۴ نمایش یافت. این مستند برندهٔ جایزهٔ ویژه هیئت داوران در بخش نوعی نگاه جشنواره فیلم کن ۲۰۱۴ شد.
نمک زمین در هشتاد و هفتمین دوره جوایز اسکار نامزد دریافت جایزهٔ بهترین مستند بود. در سال ۲۰۱۴ برندهٔ جایزهٔ تماشاگران جشنواره فیلم سن‌سباستین شد و جایزه سزار برای بهترین مستند را نیز از چهلمین دورهٔ جوایز سزار دریافت کرد.
این فیلم دربارهٔ زندگی و آثار سباستیائو سالگادو، عکاس برزیلی است. عکاسی که که با عکس‌هایش از گسترهٔ زمین و طبیعت و مردمان گوناگون، روایت‌گر بخشی از فجایع انسانی و طبیعی و رخدادهای هولناک تاریخ معاصر جهان بوده‌است. وندرس این فیلم را با همکاری پسر این عکاس، یعنی خولیانو ریبیرو سالگادو ساخته، به اعتقاد وندرس، سباستیائو سالگادو یک انسان‌گرای بزرگ است.